# FA Premier League de 1999–2000
A FA Premier League de 1999–2000 (conhecida como FA Carling Premiership por razões de patrocínio) foi a oitava temporada da FA Premier League e o Manchester United assegurou o seu sexto título da Premiership. Como na temporada anterior, o clube perdeu apenas três jogos do campeonato durante toda a temporada. Ao contrário da temporada 1998–99, venceu por uma margem confortável - 18 pontos contra um único ponto.
O Manchester United perdeu a defesa da Taça dos Campeões Europeus após uma derrota por 3-2 contra o Real Madrid nas quartas de final. O clube tinha-se desistido da FA Cup de 1999–2000 para participar no Campeonato Mundial de Clubes da FIFA, a pedido da Football Association, que queria que o Manchester United participasse na competição para apoiar a candidatura da Inglaterra à organização do Campeonato Mundial. O Chelsea venceu a última FA Cup disputada no Estádio de Wembley antes da sua remodelação. A final da Copa da Liga foi ganha pelo Leicester City, pela segunda vez em quatro temporada. Na Europa, o Leeds United chegou às semifinais da Copa da UEFA e o Arsenal foi derrotado pelo Galatasaray na final da Copa da UEFA.
Apenas uma equipe recém-promovida foi rebaixada: O Watford, que terminou em último lugar e alcançou um recorde de apenas 24 pontos na Premiership (um recorde que já foi batido pelo Sunderland (duas vezes), Derby County, Aston Villa, Huddersfield Town, Norwich City (duas vezes), Sheffield United (duas vezes) e por eles próprios), apesar de um bom início de campanha, em que venceu o Liverpool (em Anfield) e o Chelsea. A equipe recém-promovida com mais sucesso foi o Sunderland, que terminou em sétimo lugar na tabela final e passou grande parte da temporada lutando por uma vaga nas competições europeias. O Bradford City, que regressou à primeira divisão pela primeira vez desde 1922, garantiu a sua sobrevivência na Premiership na última rodada com uma vitória por 1-0 sobre o Liverpool. Com o resultado, o Liverpool perdeu a vaga na Liga dos Campeões e o Wimbledon foi rebaixado após 14 anos de futebol de primeira divisão. O Sheffield Wednesday, segundo classificado, foi rebaixado na penúltima rodada, depois de ter passado 15 das 16 temporadas anteriores na primeira divisão. A temporada do Wednesday incluiu uma derrota por 8-0 frente ao Newcastle. Surpreendentemente, o Coventry City passou toda a temporada sem vencer fora de casa, mas conseguiu garantir o 14º lugar graças a um impressionante registo em casa, com 12 vitórias em 19 jogos.
Para além do campeão da Premiership Manchester United e do segundo classificado Arsenal, o terceiro classificado Leeds United classificou-se para a Liga dos Campeões de 2000–01. Os lugares na Copa da UEFA foram atribuídos ao Liverpool, quarto classificado, ao Chelsea, vencedor da FA Cup, e ao Leicester City, vencedor da Copa da Liga.
O Charlton Athletic, campeão da First Division, o Manchester City, segundo classificado, e o Ipswich Town, vencedor do play-off, foram promovidos à primeira divisão em 2000–01. Pela primeira vez desde a formação da Premiership, todas as equipes promovidas tinham sido membros da Premiership anteriormente.

## Regulamento
A Premier League é disputada por 20 clubes em dois turnos. Em cada turno, todos os times jogam entre si uma única vez. Os jogos do segundo turno não são realizados na mesma ordem do primeiro. Não há campeões por turnos, sendo declarado campeão da Inglaterra o time que obtiver o maior número de pontos após as 38 rodadas.

### Critérios de desempate
Caso haja empate de pontos entre dois clubes, os critérios de desempates serão aplicados na seguinte ordem:
1. Saldo de gols
2. Gols marcados
3. Confronto direto

## Participantes

### Informações das equipes
| Equipe              | Cidade               | Treinador                 | Local (mando)        | Capacidade | Material esportivo |
| ------------------- | -------------------- | ------------------------- | -------------------- | ---------- | ------------------ |
| Arsenal             | Londres (Highbury)   | Arsène Wenger             | Arsenal Stadium      | 38.419     | Nike               |
| Aston Villa         | Birmingham           | John Gregory              | Villa Park           | 42.573     | Reebok             |
| Bradford City       | Bradford             | Paul Jewell               | Valley Parade        | 25.136     | Asics              |
| Chelsea             | Londres (Fulham)     | Gianluca Vialli           | Stamford Bridge      | 42.055     | Umbro              |
| Coventry City       | Coventry             | Gordon Strachan           | Highfield Road       | 23.489     | CCFC Garments      |
| Derby County        | Derby                | Jim Smith                 | Pride Park Stadium   | 33.597     | Puma               |
| Everton             | Liverpool (Walton)   | Walter Smith              | Goodison Park        | 40.569     | Umbro              |
| Leeds United        | Leeds                | David O'Leary             | Elland Road          | 40.242     | Puma               |
| Leicester City      | Leicester            | Martin O'Neill            | Filbert Street       | 22.000     | Fox Leisure        |
| Liverpool           | Liverpool (Anfield)  | Gérard Houllier           | Anfield              | 45.522     | Reebok             |
| Manchester United   | Old Trafford         | Sir Alex Ferguson         | Old Trafford         | 68.174     | Umbro              |
| Middlesbrough       | Middlesbrough        | Bryan Robson              | Riverside Stadium    | 35.049     | Erreà              |
| Newcastle United    | Newcastle upon Tyne  | Bobby Robson              | St James' Park       | 52.387     | Adidas             |
| Sheffield Wednesday | Sheffield            | Peter Shreeves (interino) | Hillsborough Stadium | 39.732     | Puma               |
| Southampton         | Southampton          | Glenn Hoddle              | The Dell             | 15.200     | Saints             |
| Sunderland          | Sunderland           | Peter Reid                | Stadium of Light     | 49.000     | Asics              |
| Tottenham Hotspur   | Londres (Tottenham)  | George Graham             | White Hart Lane      | 36.240     | Adidas             |
| Watford             | Watford              | Graham Taylor             | Vicarage Road        | 19.920     | Le Coq Sportif     |
| West Ham United     | Londres (Upton Park) | Harry Redknapp            | Boleyn Ground        | 35.647     | Fila               |
| Wimbledon           | Londres (Selhurst)   | Terry Burton              | Selhurst Park        | 26.074     | Lotto              |

1. ↑  Devido ao fato do Wimbledon não ter um estádio próprio, os seus jogos em casa são disputados no Selhurst Park, que é o estádio do Crystal Palace.

### Mudanças de treinadores
| Clube               | Antecessor   | Motivo                  | Data da vaga          | Pos           | Sucessor                   | Data da nomeação      |
| ------------------- | ------------ | ----------------------- | --------------------- | ------------- | -------------------------- | --------------------- |
| Wimbledon           | Joe Kinnear  | Consenso mútuo          | 9 de junho de 1999    | Pré-temporada | Egil Olsen                 | 9 de junho de 1999    |
| Newcastle United    | Ruud Gullit  | Consenso mútuo          | 28 de agosto de 1999  | 19°           | Bobby Robson               | 2 de setembro de 1999 |
| Southampton         | Dave Jones   | Fim do período contrato | 27 de janeiro de 2000 | 17°           | Glenn Hoddle               | 28 de janeiro de 2000 |
| Sheffield Wednesday | Danny Wilson | Demitido                | 21 de março de 2000   | 19°           | Peter Shreeves (caretaker) | 21 de março de 2000   |
| Wimbledon           | Egil Olsen   | Demitido                | 1 de maio de 2000     | 18°           | Terry Burton               | 1 de maio de 2000     |

1. ↑  Jones foi colocado em licença de jardinagem em 27 de janeiro, tendo Glenn Hoddle assumido o cargo de treinador interino. No final da temporada, o contrato de Jones foi rescindido e Hoddle assumiu o cargo a título definitivo.

## Classificação
| Pos | Equipe                  | Pts | J  | V  | E  | D  | GP | GC | SG  | Classificação ou descenso                                                        |
| --- | ----------------------- | --- | -- | -- | -- | -- | -- | -- | --- | -------------------------------------------------------------------------------- |
| 1   | Manchester United (C)   | 91  | 38 | 28 | 7  | 3  | 97 | 45 | +52 | Classificação para a Primeira fase de grupos da Liga dos Campeoões da UEFA       |
| 2   | Arsenal                 | 73  | 38 | 22 | 7  | 9  | 73 | 43 | +30 | Classificação para a Primeira fase de grupos da Liga dos Campeoões da UEFA       |
| 3   | Leeds United            | 69  | 38 | 21 | 6  | 11 | 58 | 43 | +15 | Classificação para a Terceira fase de qualificação da Liga dos Campeoões da UEFA |
| 4   | Liverpool               | 67  | 38 | 19 | 10 | 9  | 51 | 30 | +21 | Classificação para a Primeira fase da Copa da UEFA                               |
| 5   | Chelsea                 | 65  | 38 | 18 | 11 | 9  | 53 | 34 | +19 | Classificação para a Primeira fase da Copa da UEFA                               |
| 6   | Aston Villa             | 58  | 38 | 15 | 13 | 10 | 46 | 35 | +11 | Classificação para a 3ª fase de qualificação da Copa Intertoto da UEFA           |
| 7   | Sunderland              | 58  | 38 | 16 | 10 | 12 | 57 | 56 | +1  |                                                                                  |
| 8   | Leicester City          | 55  | 38 | 16 | 7  | 15 | 55 | 55 | 0   | Classificação para a Primeira fase da Copa da UEFA                               |
| 9   | West Ham United         | 55  | 38 | 15 | 10 | 13 | 52 | 53 | −1  |                                                                                  |
| 10  | Tottenham Hotspur       | 53  | 38 | 15 | 8  | 15 | 57 | 49 | +8  |                                                                                  |
| 11  | Newcastle United        | 52  | 38 | 14 | 10 | 14 | 63 | 54 | +9  |                                                                                  |
| 12  | Middlesbrough           | 52  | 38 | 14 | 10 | 14 | 46 | 52 | −6  |                                                                                  |
| 13  | Everton                 | 50  | 38 | 12 | 14 | 12 | 59 | 49 | +10 |                                                                                  |
| 14  | Coventry City           | 44  | 38 | 12 | 8  | 18 | 47 | 54 | −7  |                                                                                  |
| 15  | Southampton             | 44  | 38 | 12 | 8  | 18 | 45 | 62 | −17 |                                                                                  |
| 16  | Derby County            | 38  | 38 | 9  | 11 | 18 | 44 | 57 | −13 |                                                                                  |
| 17  | Bradford City           | 36  | 38 | 9  | 9  | 20 | 38 | 68 | −30 | Classificação para a 2ª fase de qualificação da Copa Intertoto da UEFA           |
| 18  | Wimbledon (R)           | 33  | 38 | 7  | 12 | 19 | 46 | 74 | −28 | Rebaixamento para a Football League First Division                               |
| 19  | Sheffield Wednesday (R) | 31  | 38 | 8  | 7  | 23 | 38 | 70 | −32 | Rebaixamento para a Football League First Division                               |
| 20  | Watford (R)             | 24  | 38 | 6  | 6  | 26 | 35 | 77 | −42 | Rebaixamento para a Football League First Division                               |

1. ↑  O Chelsea classificou-se para a Copa da UEFA como campeão da FA Cup.
2. ↑  O Chelsea classificou-se para a Copa da UEFA como campeão da Copa da Liga Inglesa

## Resultados
| Mandante \ Visitante | ARS | AVL | BRA | CHE | COV | DER | EVE | LEE | LEI | LIV | MUN | MID | NEW | SHW | SOU | SUN | TOT | WAT | WHU | WIM |
| -------------------- | --- | --- | --- | --- | --- | --- | --- | --- | --- | --- | --- | --- | --- | --- | --- | --- | --- | --- | --- | --- |
| Arsenal              | —   | 3–1 | 2–0 | 2–1 | 3–0 | 2–1 | 4–1 | 2–0 | 2–1 | 0–1 | 1–2 | 5–1 | 0–0 | 3–3 | 3–1 | 4–1 | 2–1 | 1–0 | 2–1 | 1–1 |
| Aston Villa          | 1–1 | —   | 1–0 | 0–0 | 1–0 | 2–0 | 3–0 | 1–0 | 2–2 | 0–0 | 0–1 | 1–0 | 0–1 | 2–1 | 0–1 | 1–1 | 1–1 | 4–0 | 2–2 | 1–1 |
| Bradford City        | 2–1 | 1–1 | —   | 1–1 | 1–1 | 4–4 | 0–0 | 1–2 | 3–1 | 1–0 | 0–4 | 1–1 | 2–0 | 1–1 | 1–2 | 0–4 | 1–1 | 3–2 | 0–3 | 3–0 |
| Chelsea              | 2–3 | 1–0 | 1–0 | —   | 2–1 | 4–0 | 1–1 | 0–2 | 1–1 | 2–0 | 5–0 | 1–1 | 1–0 | 3–0 | 1–1 | 4–0 | 1–0 | 2–1 | 0–0 | 3–1 |
| Coventry City        | 3–2 | 2–1 | 4–0 | 2–2 | —   | 2–0 | 1–0 | 3–4 | 0–1 | 0–3 | 1–2 | 2–1 | 4–1 | 4–1 | 0–1 | 3–2 | 0–1 | 4–0 | 1–0 | 2–0 |
| Derby County         | 1–2 | 0–2 | 0–1 | 3–1 | 0–0 | —   | 1–0 | 0–1 | 3–0 | 0–2 | 1–2 | 1–3 | 0–0 | 3–3 | 2–0 | 0–5 | 0–1 | 2–0 | 1–2 | 4–0 |
| Everton              | 0–1 | 0–0 | 4–0 | 1–1 | 1–1 | 2–1 | —   | 4–4 | 2–2 | 0–0 | 1–1 | 0–2 | 0–2 | 1–1 | 4–1 | 5–0 | 2–2 | 4–2 | 1–0 | 4–0 |
| Leeds United         | 0–4 | 1–2 | 2–1 | 0–1 | 3–0 | 0–0 | 1–1 | —   | 2–1 | 1–2 | 0–1 | 2–0 | 3–2 | 2–0 | 1–0 | 2–1 | 1–0 | 3–1 | 1–0 | 4–1 |
| Leicester City       | 0–3 | 3–1 | 3–0 | 2–2 | 1–0 | 0–1 | 1–1 | 2–1 | —   | 2–2 | 0–2 | 2–1 | 1–2 | 3–0 | 2–1 | 5–2 | 0–1 | 1–0 | 1–3 | 2–1 |
| Liverpool            | 2–0 | 0–0 | 3–1 | 1–0 | 2–0 | 2–0 | 0–1 | 3–1 | 0–2 | —   | 2–3 | 0–0 | 2–1 | 4–1 | 0–0 | 1–1 | 2–0 | 0–1 | 1–0 | 3–1 |
| Manchester United    | 1–1 | 3–0 | 4–0 | 3–2 | 3–2 | 3–1 | 5–1 | 2–0 | 2–0 | 1–1 | —   | 1–0 | 5–1 | 4–0 | 3–3 | 4–0 | 3–1 | 4–1 | 7–1 | 1–1 |
| Middlesbrough        | 2–1 | 0–4 | 0–1 | 0–1 | 2–0 | 1–4 | 2–1 | 0–0 | 0–3 | 1–0 | 3–4 | —   | 2–2 | 1–0 | 3–2 | 1–1 | 2–1 | 1–1 | 2–0 | 0–0 |
| Newcastle United     | 4–2 | 0–1 | 2–0 | 0–1 | 2–0 | 2–0 | 1–1 | 2–2 | 0–2 | 2–2 | 3–0 | 2–1 | —   | 8–0 | 5–0 | 1–2 | 2–1 | 1–0 | 2–2 | 3–3 |
| Sheffield Wednesday  | 1–1 | 0–1 | 2–0 | 1–0 | 0–0 | 0–2 | 0–2 | 0–3 | 4–0 | 1–2 | 0–1 | 1–0 | 0–2 | —   | 0–1 | 0–2 | 1–2 | 2–2 | 3–1 | 5–1 |
| Southampton          | 0–1 | 2–0 | 1–0 | 1–2 | 0–0 | 3–3 | 2–0 | 0–3 | 1–2 | 1–1 | 1–3 | 1–1 | 4–2 | 2–0 | —   | 1–2 | 0–1 | 2–0 | 2–1 | 2–0 |
| Sunderland           | 0–0 | 2–1 | 0–1 | 4–1 | 1–1 | 1–1 | 2–1 | 1–2 | 2–0 | 0–2 | 2–2 | 1–1 | 2–2 | 1–0 | 2–0 | —   | 2–1 | 2–0 | 1–0 | 2–1 |
| Tottenham Hotspur    | 2–1 | 2–4 | 1–1 | 0–1 | 3–2 | 1–1 | 3–2 | 1–2 | 2–3 | 1–0 | 3–1 | 2–3 | 3–1 | 0–1 | 7–2 | 3–1 | —   | 4–0 | 0–0 | 2–0 |
| Watford              | 2–3 | 0–1 | 1–0 | 1–0 | 1–0 | 0–0 | 1–3 | 1–2 | 1–1 | 2–3 | 2–3 | 1–3 | 1–1 | 1–0 | 3–2 | 2–3 | 1–1 | —   | 1–2 | 2–3 |
| West Ham United      | 2–1 | 1–1 | 5–4 | 0–0 | 5–0 | 1–1 | 0–4 | 0–0 | 2–1 | 1–0 | 2–4 | 0–1 | 2–1 | 4–3 | 2–0 | 1–1 | 1–0 | 1–0 | —   | 2–1 |
| Wimbledon            | 1–3 | 2–2 | 3–2 | 0–1 | 1–1 | 2–2 | 0–3 | 2–0 | 2–1 | 1–2 | 2–2 | 2–3 | 2–0 | 0–2 | 1–1 | 1–0 | 1–1 | 5–0 | 2–2 | —   |